# Kap Ingrid
Kap Ingrid (norwegisch Kapp Ingrid Christensen) ist ein Kap aus dunklem Gestein an der Lazarew-Küste auf der Westseite der antarktischen Peter-I.-Insel. Das Kap ist die westlichste Landmasse der Insel; es trennt die Norvegia Bay im Norden von der Sandefjord Cove im Süden.
Der norwegische Kapitän Eyvind Tofte entdeckte und benannte sie im Jahr 1927 bei der vom norwegischen Walfangunternehmer Lars Christensen finanzierten Antarktisfahrt der Odd I (1926–1927). Namensgeberin ist Ingrid Christensen, die Ehefrau von Toftes Arbeitgeber.